# Mohamed Belkhayati
Mohamed Belkhayati (arabe: محمد بلخياطي) de son vrai nom Mohamed Beladassi , est un chanteur de bédoui et de raï traditionnel algérien. Il est né le 25 décembre 1939 à Orléansville (aujourd'hui Chlef) et y a grandi. Mohamed Belkhyati est l'un des artistes de la première génération des cheikhs du rai traditionnel. Il est connu, généralement, en Algérie et spécifiquement dans la région de l'Ouest algérien. 
Sa notoriété a atteint son sommet durant les années 1970 et 1980. Son répertoire compte de nombreuses belles chansons, parmi lesquelles : Khallou trig l bakhta, khallouha tfout (« Laissez le passage à Bakhta, laissez-la passer »), El galb mekoui kiya, Nadhrat âynik taâdjab, Labnete âchkou el mel.